# Lake Te Kahika
Der Lake Te Kahika ist ein zweiarmiger Dünensee im Far North District der Region Northland auf der Nordinsel von Neuseeland.

## Geographie
Der Lake Te Kahika befindet sich 930 m westlich der Küste zur Great Exhibition Bay, rund 1,25 km nördlich des mehrarmigen Lake Morehurehu und rund 1,8 km östlich der Te Kao Bay, die den südlichen Bereich des Pārengarenga Harbour vertritt. Der rund 18 Hektar große See erstreckt sich mit seinem längsten Arm über eine Länge von rund 1,05 km in Westsüdwest-Ostnordost-Richtung. Der nördlichere Arm erstreckt sich hingegen über eine Länge von rund 760 m in Nordwest-Südost-Richtung. Über beide Arme hinweg würde der See eine Länge von rund 2,4 km aufweisen. Der bis zu 11 m tiefe See besitzt einen Umfang von rund 2,7 km.
Gespeist wird der Lake Te Kahika hauptsächlich über einige kleine, von Westen zulaufende Bäche sowie über einen rund 220 m langen Ablauf eines länglichen, rund 1,4 Hektar großen, südlich liegenden Sees.
Die Entwässerung des Lake Te Kahika erfolgt über den Kahika Stream, der am östlichen Ende des Sees in Richtung Osten fließt und nach ca. 1 km in die Great Exhibition Bay und damit in den Pazifischen Ozean mündet.

## Flora und Fauna
Der See wird als oligotroph beschrieben, also als relativ arm an Pflanzennährstoffen und mit reichlich Sauerstoff in den tieferen Teilen des Sees. Der pH-Wert des Sees ist mit 3,8 extrem niedrig und spiegelt sich in der artenarmen Fauna des Sees wider.
In allen im Jahr 2009 untersuchten Dünenseen wurden Ruderwanzen (Corixidae) beobachtet, nur im Lake Te Kahika kamen keine vor. Auch Weichtiere, Mollusken genannt, konnten in dem See nicht festgestellt werden.
Chironomini, ein Stamm von Mücken aus der Familie der Zuckmücken (Chironomidae), dominieren die Fauna. Fenstermücken und eine Tanypodinae genannte, nicht zu den Stechmücken gehörende Gattung, sowie Gyrinid, eine Käferart, waren ebenfalls zahlreich vertreten. Insgesamt konnte nur 12 Spezies in dem gesamten See nachgewiesen werden, was ihn zu dem artenärmsten See unter den Dünenseen von Northland macht.
Die Vegetation um den See herum bestimmt einerseits die Südseemyrte, die unter den Māori als Mānuka bekannt ist und als Heilpflanze genutzt wird. Andererseits bestimmt auch der Bewuchs von Kiefern das Bild um den See herum.